# Formation en fer de lance
 (novembre 2023).
Si vous disposez d'ouvrages ou d'articles de référence ou si vous connaissez des sites web de qualité traitant du thème abordé ici, merci de compléter l'article en donnant les références utiles à sa vérifiabilité et en les liant à la section « Notes et références ».
Pour les articles homonymes, voir Fer de lance.
Une formation en fer de lance est une formation militaire généralement composée de véhicules de combat blindés, principalement des chars, qui forme l'avant-garde de l'assaut durant une bataille. L'idée est de concentrer (en) un maximum de puissance de feu sur le plus petit front possible, de façon à submerger toute défense en face. Comme la formation en fer de lance se déplace vers l'avant, les unités d'infanterie suivant son avancée se déploient de chaque côté afin de protéger les flancs de l'offensive.
La tactique est assez risquée. Un ennemi déterminé peut contre-attaquer l'infanterie sur les flancs, coupant ainsi la formation en fer de lance de son ravitaillement, stoppant rapidement son avancée. Afin d'éviter cela la formation en fer de lance doit se déplacer aussi vite que possible pour empêcher la réorganisation de la défense ennemie.[réf. nécessaire]
La première utilisation d'une formation en fer de lance blindée s'est faite au cours de la bataille de France en 1940, qui voit l'invasion par l'Allemagne des Pays-Bas, contre les armées britanniques et françaises. Surgissant par surprise hors de la Forêt d'Ardenne où les Alliés ne croyaient pas qu'une force blindée puisse passer, la formation en fer de lance allemand avança à grande vitesse vers la côte, jusqu'à Dunkerque. Les armées française et britannique se répartirent de chaque côté de l'armée allemande, et, à un moment, tentèrent de couper la formation en fer de lance de ses bases par une attaque de blindés de chaque côté. La bataille d'Arras qui suivit était très proche du succès, mais les insuffisances des transmissions ralentirent la contre-attaque.[réf. nécessaire]
C'est seulement quelques années plus tard que de nouvelles tactiques furent développées pour contrer efficacement les attaques en fer de lance. En attaquant avec de petites unités seulement sur les « angles » de l'avant-garde ennemie, un défenseur pouvait diriger ces angles afin de ralentir son avance tout en évitant le combat. En répétant cette manœuvre, le défenseur pouvait étirer les troupes composant la formation en fer de lance jusqu'à ce qu'elles n'occupent plus la largeur suffisante pour permettre à l'infanterie suivant son avancée de se déplacer efficacement. Lorsque les Allemands ont essayé la même tactique à nouveau en 1944 lors de la bataille des Ardennes, l'armée de terre des États-Unis a pu très rapidement « attraper les angles » de cette manière et a imposé à la formation en fer de lance allemand une halte de plusieurs jours[réf. à confirmer].